# Intercontinental Wien
Das Intercontinental Wien (eigene Schreibweise: InterContinental Wien, Kurzform Intercont) ist ein Hotel im 3. Wiener Gemeindebezirk, Landstraße, an Johannesgasse und Heumarkt. Es verfügte 2011 über 458 Zimmer und Suiten sowie 1.200 m² Konferenzfläche. Das 12-stöckige Haus wird ab Oktober 2023 abgerissen, die darin befindliche Bar "Intermezzo" soll im Neubau mit Originalteilen wieder errichtet werden.

## Standort
Das Hotel befindet sich als frei stehender Bau zwischen dem Wiener Stadtpark und dem Wiener Konzerthaus. Zwischen diesem und dem Hotel besteht derzeit noch der große Eislaufplatz des Wiener Eislauf-Vereins, für den eine viel diskutierte neue Nutzung, die auch das Hotel einbeziehen soll, geplant ist. Neben dem Hotel befindet sich an der Johannesgasse die U-Bahn-Station Stadtpark.

## Geschichte

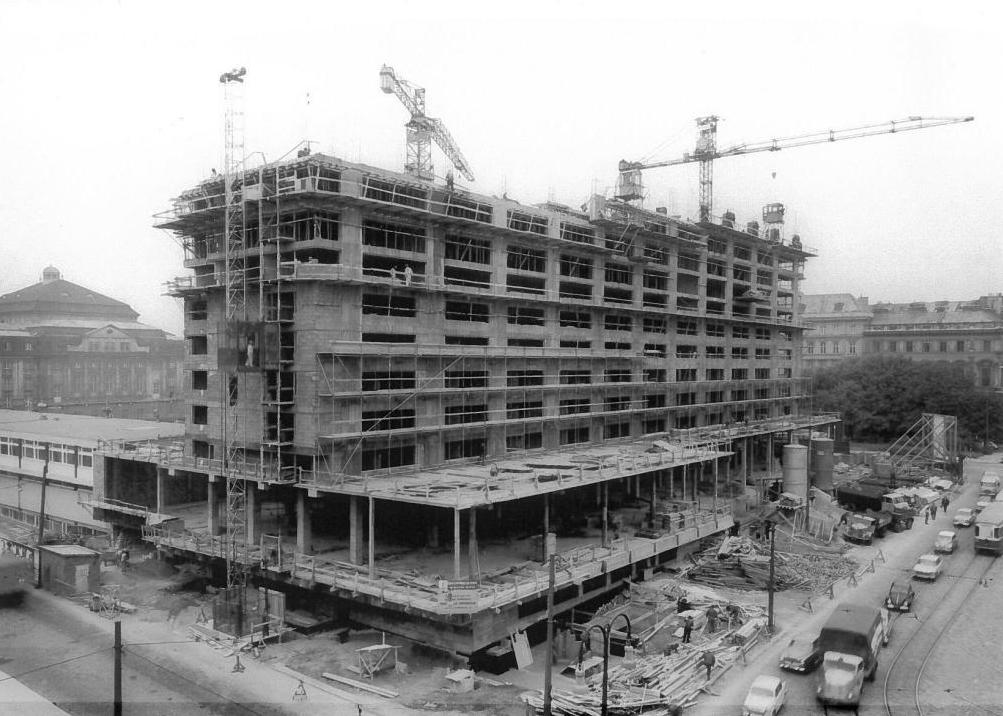
Bau des Intercontinental Wien 1963

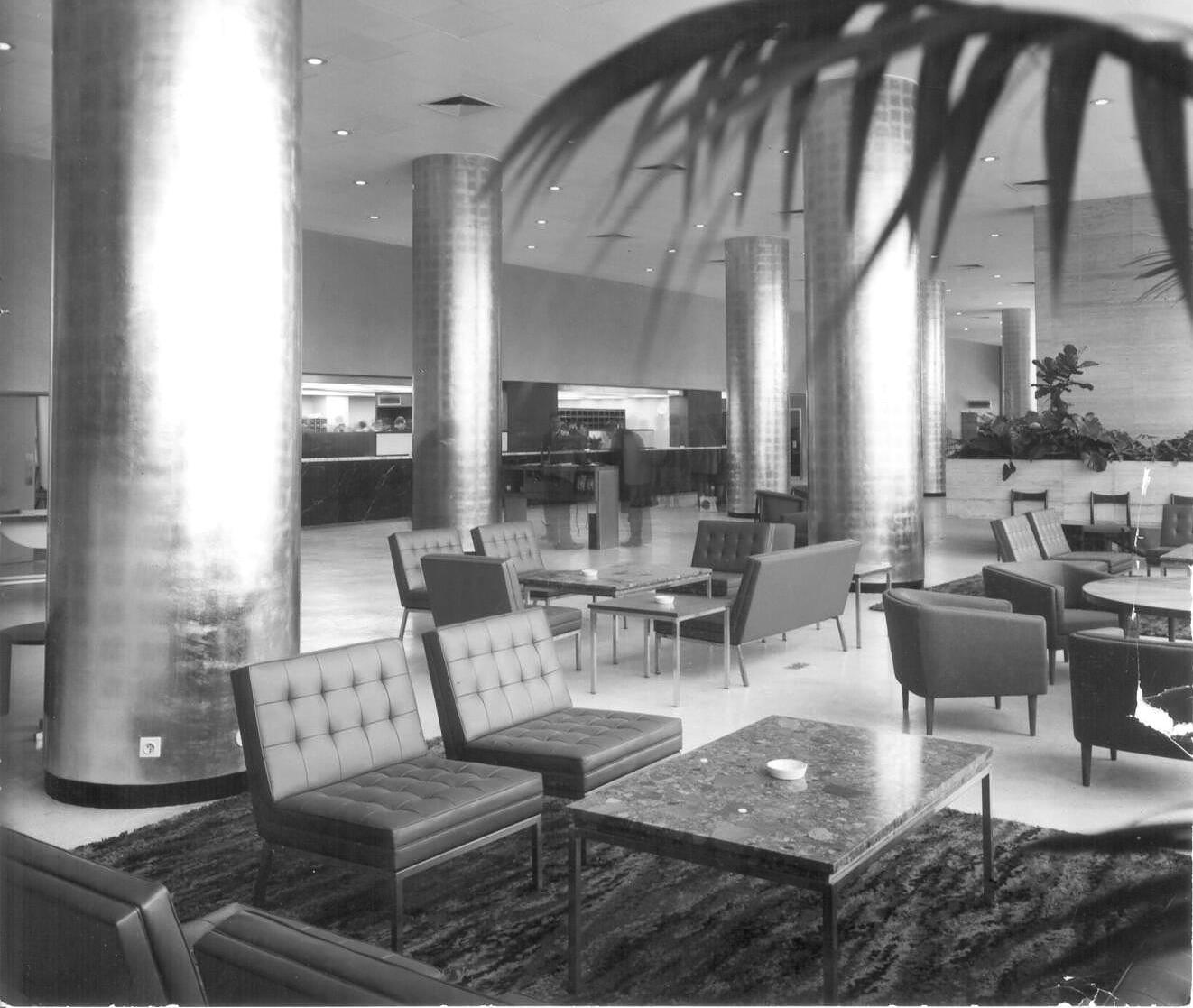
Intercontinental Wien Lobby 1964

Das Intercontinental Wien wurde am 4. März 1964 als erstes Hotel einer internationalen Kette in Wien eröffnet. Zum Zeitpunkt seiner Eröffnung war es das größte Hotel Österreichs. Die ursprünglich 504 Gästezimmer (für 800 Personen) wurden auf zwölf Stockwerke verteilt. Zuvor war das Hotel Metropol mit 360 Zimmern bis zu seiner Zerstörung 1945 das weitaus größte Wiener Hotel gewesen. Das damals neuartige Raumprogramm etablierte das Hotel als gesellschaftliches Zentrum. Größe und Bauplatz erforderten eine avancierte Bauweise, und die innerbetriebliche Versorgung sowie die Logistik der Abläufe verlangten intelligente planerische Lösungen.
Das Intercontinental Wien war zu seiner Eröffnung das 23. Hotel der InterContinental Hotels Group, die 1946 von der amerikanischen Fluglinie Pan American World Airways gegründet wurde. Von 1964 bis 1990 war der 1934 geborene Wiener John F. Edmaier für das Hotel tätig, zuletzt viele Jahre als Generaldirektor. Er wurde 1989 vom Wiener Wirtschaftsmagazin Trend zum ''Manager des Jahres'' erklärt.

## Architektur und Bauweise
Mit der Planung des Intercontinentals Wien wurde das 1880 in Chicago gegründete Architekturbüro Holabird & Root betraut, das zu den traditionsreichsten Architekturfirmen der USA zählte und entscheidend die Entwicklung der amerikanischen Hochhausarchitektur in Stahlskelettbauweise mittrug. Aufgabenstellung für das Intercontinental Wien war, ein Gebäude mit einer profilierten Corporate Identity zu entwerfen. Die örtliche Bauleitung und Ausführung des Intercontinentals Wien wurde dem Wiener Architekten Carl Appel (1911–1997) übertragen.
Architektonisch entspricht das Intercontinental Wien der Haltung der internationalen Moderne der Nachkriegsjahrzehnte. Das Gebäude gilt als Vertreter des Funktionalismus: Carl Appel erforschte die künftigen innerbetrieblichen Vorgänge und logistischen Abläufe, danach legte er die Struktur fest und begann mit der Gebäudeplanung. Der Aufbau, die strukturelle Formensprache, die rationalisierten Grundrisse, all das spiegelt sich folgerichtig in der Gestaltung des Baus wider. Die 12 Stockwerke der Gästezimmer sind vergleichsweise bescheiden dimensioniert: Hier wird geschlafen und kurzzeitig verweilt. Die Hotellobby, die Gesellschaftsräume und der Festsaal hingegen sind als Räume der Repräsentanz und Kommunikation äußerst großzügig dimensioniert. Hier ließ der Wiener Architekt lokales Flair wirken. Die kontextbezogenen Adaptierungen, Fassadengliederung sowie die Innenausstattung, lassen das Gebäude zu einem zeittypischen Wiener Bauwerk der späten 1950er und frühen 1960er Jahre werden.
Der Bau wurde zwar seinerzeit städtebaulich gelobt, Friedrich Achleitner sprach allerdings von einer „Masse ohne Maß“ (Die Presse, 10. November 1964) und in der Nachschau wurde der Bau auch als „ungestalter Hotelklotz“, insbesondere in Bezug auf die Umbauung des Stadtparks, und „architektonische Mittelmäßigkeit“ bezeichnet.
Carl Appel gestaltete die Fassade des Intercontinental Wien aus Tiroler Sandstein und kleinteiligen, farbigen Mosaikensteinen, mit der der Eisenbeton-Skelettbau verkleidet wurde und besonders widerstandsfähig wurde. Dies stellte in Bezug auf das Gussverfahren eine Innovation dar.

### Raumökonomie
Mit 39 Metern Höhe stellte das Intercontinental Wien eines der ersten Hochhäuser Wiens dar. Ursprünglich sollte die Höhe 50 Meter betragen, was jedoch wegen der städtebaulichen Folgen nicht umgesetzt werden konnte. Einerseits wäre der legendäre Canaletto-Blick vom Schloss Belvedere auf die Innere Stadt verloren gegangen, andererseits hätte ein derart hoher Baukörper die Durchlüftung im benachbarten Stadtpark vermindert und eine Schädigung des Baumbestandes nach sich gezogen. So gelang es Appel mit Unterstützung des Wiener Magistrats und der Baudirektion die Vorgaben auf die städtebauliche Situation zu adaptieren und eine Reduzierung auf 39 Meter durchzusetzen. Um trotz allem das umfangreiche Raumprogramm (504 Gästezimmer, zahlreiche Gesellschaftsräume, umfangreiche Versorgungseinrichtungen, 240 Stellplätze für Kraftfahrzeuge) unterzubringen, plante er den Baukörper T-förmig und setzte die Raumhöhe der Gästezimmer auf 2,45 Meter herab. Die Vollklimatisierung des Hotels ermöglichte diese Ausnahmegenehmigung. Die Reduzierung der Raumhöhe diente einerseits der Gewinnung an Nutzfläche, sie lässt sich aber auch in die von Adolf Loos entwickelte Tendenz einer bewussten Raumökonomie einreihen, wonach mit dem Raumplan je nach Funktion und Nutzung die Höhe und das Volumen eines Raumes bemessen wird.

## Gegenwart

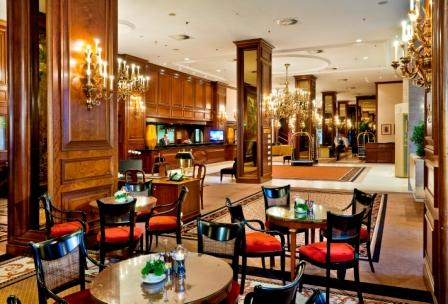
Intercontinental Wien Lobby

Im Laufe der Zeit wurde das Interieur des Intercontinental Wien mehrmals verändert und überarbeitet. Die aktuelle Gestaltung der Lobby und der Konferenzräumlichkeiten geht auf den Innenarchitekten Pierre-Yves Rochon zurück. Im Zuge der letzten Renovierung von Oktober 2008 bis Juni 2009 wurden alle zwölf Gästeetagen sowie die Club Lounge und die Präsidentensuite mit Blick über Wien optisch neu gestaltet. Für das Design zeichnete das britische Design-Büro Y2k verantwortlich.
Im Jahr 2012 erwarb das Immobilienunternehmen WertInvest (Michael Tojner) das Hotel Intercontinental und die Anteilsmehrheit des angrenzenden, zuvor vom Stadterweiterungsfonds privatisierten Grundstücks des Wiener Eislauf-Vereins. Es bestand der Wunsch das Hotel und das Areal des Eislaufplatzes in den kommenden Jahren völlig neuzugestalten. Nach Hearings mit den Projektbeteiligten wurde Ende 2012 ein mehrstufiges kooperatives Expertenverfahren durchgeführt, im Zuge dessen drei Planungsteams Empfehlungen für die städtebauliche Weiterentwicklung des gesamten Gebiets ausarbeiteten. Dabei wurden die zwei grundlegenden Szenarien „Bewahrung des Bestandes“ (Belassung des Hotelriegels) und „Neubau“ betrachtet. Als erstrebenswert wurde unter anderem der Erhalt der rund 6.000 m² großen Eisfläche sowie die Schaffung neuer Durchgangsmöglichkeiten angesehen.
Auf Grundlage dieses Verfahrens fand schließlich ein Architekturwettbewerb statt, an welchem 24 Büros aus Österreich und dem Ausland teilnahmen. Im Februar 2014 ging das Projekt des brasilianischen Architekten Isay Weinfeld als Gewinner hervor. Es sieht die Erhaltung der bestehenden rund 40 Meter hohen Hotel-Hochhausscheibe vor, welche jedoch sowohl innen als auch außen grundlegend renoviert wird. Vorgesehen sind beispielsweise die Erneuerung der Fassade, sowie der Abriss des senkrecht zum Hauptriegel stehenden Trakts, an dessen Stelle ein 73 Meter hoher solitärer Neubau errichtet werden soll. Da die Zimmeranzahl unverändert bleiben wird, ist mit einer geringfügigen Aufstockung des verbleibenden Riegels zu rechnen.
Bereits im Wettbewerb wurde überprüft, ob das Projekt eine Auswirkung auf die Belüftung des Stadtparks hat: Das I.F.I. Institut für Industrieaerodynamik GmbH an der Fachhochschule Aachen kam zur Schlussfolgerung: “Ausgangspunkt war die kolportierte Information, man hätte bereits 1964 zum Bau des Intercont aus Gründen des sonst mangelnden Belüftung des Stadtparks und eines befürchteten Baumsterbens die Höhe des ursprünglichen Hochhauses auf 46,5 m statt möglicher 60 m begrenzt. Dies ist für mich als Spezialist für Windeffekte und Umweltaerodynamik fachlich nicht nachvollziehbar und kann eigentlich nur auf einem Missverständnis in der Aussage oder ihrer Weitergabe entstanden sein”. Diese Schlussfolgerung wird in einem 2. Gutachten vom Mai 2015 von Weatherpark, dem Ingenieurbüro für Meteorologie, bestätigt: “Die hier getätigten Aussagen lassen den Schluss zu, dass es durch den Planstand des Projektes Hotel Intercontinental/WEV/Konzerthaus zu keiner relevanten Veränderung der Durchströmung und somit zu keiner Verschlechterung der Frischluftversorgung des Stadtparks kommt”.
Nach abgeschlossenem Flächenwidmungsverfahren sollte der Bau 2016 starten und die Fertigstellung im Jahr 2018 erfolgen. Allerdings gab es erhebliche Widerstände gegen das Projekt, sowohl von Architektenseite als auch von Bürgerinitiativen. Der Weinfeld-Turm in der Kernzone des Wiener Welterbegebiets gilt als hoch spekulativ und als potentielle Ursache einer Aberkennung des Unesco-Prädikats. Am 17. März 2019 kündigte ein Vertreter der Stadt Wien eine zweijährige „Nachdenkpause“ an.

## Abriss ab Oktober 2023
Das Haus wird ab Oktober 2023 für einen Neubau im Zug des Gesamtprojekts "Heumarkt Neu" abgerissen. Zu diesem Anlass gibt die Generaldirektorin des Hotels, Brigitte Trattner einen Rückblick im Interview in der Bar Intermezzo, die im Neubau mit Originalteilen wieder eingerichtet werden soll. Für die zuletzt 220 Beschäftigten gibt es einen Sozialplan und die Hotelchefin hofft auf ein Zurückkommen von vielen.

## Kunst

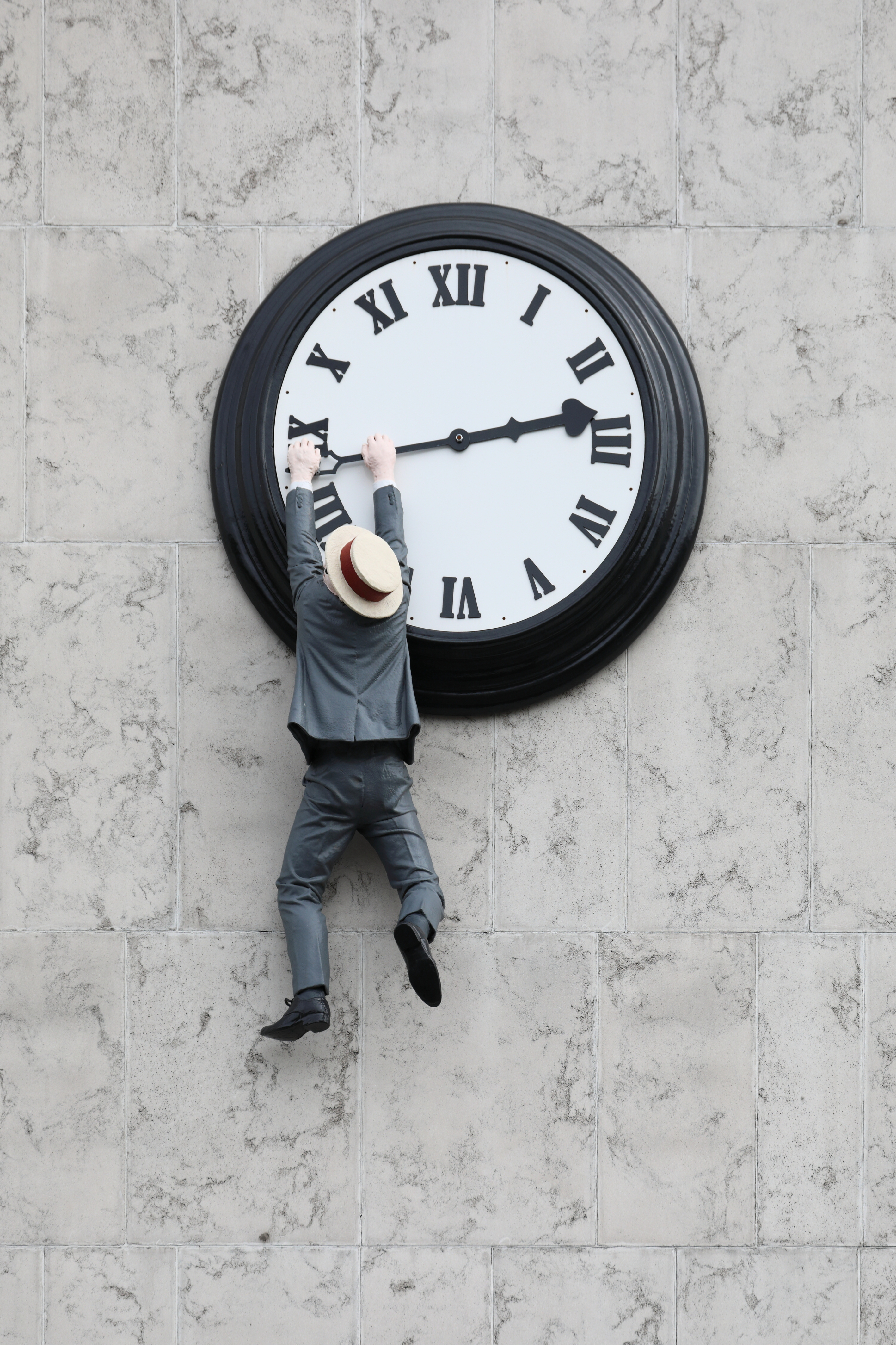
Skulptur „Sign of the times“ an der Außenfassade

Von Oktober 2016 bis Dezember 2017 war an der Nordwest-Fassade (lothringerstraßenseitig) zwischen dem 7. und 8. Stock des Hotelgebäudes die Skulptur „Sign of the times“ installiert. Sie bestand aus einer lebensgroßen Person, die sich am Zeiger einer riesigen Uhr festhält, und war eine Nachstellung einer Szene aus dem Stummfilm Safety Last! aus dem Jahr 1923. Geschaffen wurde die am 18. Oktober 2016 enthüllte Skulptur von der Wiener Künstlergruppe Steinbrener/Dempf & Huber im Auftrag der Viennale.
Im Herbst 2024 drehte der argentinische Regisseur Gastón Solnicki den Film The Souffleur mit Willem Dafoe als Hotelmanager im Hotel, mit dem er 2025 zu den 82. Internationalen Filmfestspiele von Venedig in den Wettbewerb der Sektion Orizzonti eingeladen wurde.